# Diarthrodes gravellicola
Diarthrodes gravellicola is een eenoogkreeftjessoort uit de familie van de Dactylopusiidae. De wetenschappelijke naam van de soort is voor het eerst geldig gepubliceerd in 1975 door Soyer.